# Секст Помпей (Македония)
Вижте пояснителната страница за други личности с името Секст Помпей.
Секст Помпей (на латински: Sextus Pompeius) е римлянин, дядо на Помпей Велики и прапрадядо на Октавиан Август.
Произлиза от благородната фамилия Помпеи в Пиценум. Син е на Гней Помпей. През 118 пр.н.е. той е управител на римската провинция Македония.
Женен е за Луцилия от Суеса Аврунка, сестра на поета-сатирик Гай Луцилий.

## Деца
Секст Помпей и Луцилия имат децата:
- Секст Помпей
- Помпея, омъжва се за Марк Аций Балб Стари и става прабаба на Октавиан Август, първият римски император
- Гней Помпей Страбон (консул 89 пр.н.е.), който става баща на Помпей Велики и на Помпея.